# Равне (Шоштань)
Равне (словен. Ravne) — поселення в общині Шоштань, Савинський регіон, Словенія. Висота над рівнем моря: 391,6 м.